# 18-та Тернопільська бригада УГА
18-та Тернопільська бригада — військове формування у складі 4-го корпусу Української Галицької армії.
Була сформована для оборони міста Тернополя у червні 1919 року під час Чортківської офензиви.

## Відомості
Підрозділ утворювали: Окружна Команда, її запасний Кіш в м. Тернополі та інтендатура, польова жандармерія.
Бригада брала участь у бою під Велика Плавучою над Стрипою. Річку Збруч перейшла в селі Збриж. 
Штаб бригади створили старшини з Окружної Команди Тернополя. Командантом був сотник Ілько Цьокан — колишній окружний комендант Тернополя.
До цієї бригади належали старшини-сотники: Гриць Куріца, Іван Стадник, Микола Кощак, Василь Болюх та інші.
Бригада мала два стрілецькі курені. Одним з них командував поручник Назаревич (тут командантом 6-ї сотні був четар Проскурко). Комендантом другого куреня був поручник І. Саляк.